# (37089) 2000 UQ71
2000 UQ71 (asteroide 37089) é um asteroide da cintura principal. Possui uma excentricidade de 0.14650010 e uma inclinação de 7.66143º.
Este asteroide foi descoberto no dia 25 de outubro de 2000 por LINEAR em Socorro.